# کارلوس باکا
کارلوس آرتورو باکا آهومادا (اسپانیایی: Carlos Arturo Bacca Ahumada‎؛ زاده ۸ سپتامبر ۱۹۸۶) بازیکن فوتبال اهل کلمبیا است که در پست مهاجم برای باشگاه فوتبال ویارئال و تیم ملی فوتبال کلمبیا بازی می‌کند.
باکا همراه سویا دو بار پیاپی قهرمان لیگ اروپا شده‌است.